# Hans von Loewenstein zu Loewenstein

Hans von Loewenstein zu Loewenstein

Hans Louis Ferdinand von Loewenstein zu Loewenstein (* 9. Januar 1874 in Hannover; † 14. Februar 1959 in Zürich) war ein deutscher Bergbaumanager und Reichstagsabgeordneter in der Zeit des Nationalsozialismus.

## Leben
Seine Eltern waren der preußische Major Otto von Loewenstein zu Loewenstein (1835–1909) und dessen Ehefrau Emma von Dehn-Rothfelser (1848–1926), eine Tochter des Landrats Otto von Dehn-Rotfelser.
Loewenstein besuchte in Gießen und Marburg das Realgymnasium. Anschließend studierte er Bergbau an der Philipps-Universität Marburg und an der Bergakademie Clausthal. 1894 wurde er Mitglied des Corps Teutonia Marburg. Er bestand am 17. Juli 1897 das Referendar- sowie am 15. Oktober 1901 das Assessorexamen. Während dieser Zeit arbeitete er zunächst im Bergrevier West-Recklinghausen. 1902 ging er zur Verwaltung der Königlichen Steinkohlebergwerke in Dortmund. Ab dem 15. Oktober 1903 war er Mitglied der Geschäftsführung und 1906 Geschäftsführer des Vereins für die bergbaulichen Interessen im Oberbergamtsbezirk Dortmund (gen. Bergbauverein). 1908 wurde er Geschäftsführer des Zechenverbandes Essen. Am Ersten Weltkrieg nahm er als Hauptmann der Landwehr teil.

Hans von Loewenstein zu Loewenstein um 1900

Von 1933 bis 1937 war er Geschäftsführer der Bezirksgruppe Ruhr der Fachgruppe Steinkohlebergbau. 1938 ging er in den Ruhestand. Er lebte in Essen und lange auf seinem Gut Wickershof bei Borken.

## Familie
Loewenstein heiratete am 6. Juni 1908 in Karlsruhe Freda von Arnim-Suckow (1882–1942), eine Tochter des Majors Theodor von Arnim-Suckow und der Kathrine Hall Winsloe. Das Paar hatte zwei Töchter und zwei Söhne:
- Barbara (1909–1990) I. ⚭ 1931 Wolfram von Braunschweig (1904–1940); II. ⚭ 1961 Max Freiherr von Beschwitz (1898–1980)
- Hans-Werner (1911–1942), starb an den Kriegsfolgen.
- Friedrich-Wilhelm (1913), erbte das Gut Wickershof[2], Obervorsteher des Ritterschaftlichen Sifts Kaufungen und wie sein Vater Rechtsritter des Johanniterordens ⚭ 1944 Katharina (Karin) von Wedel (1914–1989)
- Magdalene (* 1915) ⚭ 1937 Georg (Jürgen) Riedesel Freiherr zu Eisenbach (1908–1970)

## Politik
Loewenstein war Mitglied der Deutschnationalen Volkspartei. 1919 wurde er Mitglied der Wirtschaftsvereinigung zur Förderung der geistigen Wiederaufbaukräfte, die insgeheim bedeutender Geldgeber für den rechtsgerichteten Hugenberg-Konzern war. 1931 nahm er an der Harzburger Front teil. 1931 wurde er Mitglied der Gesellschaft zum Studium des Faschismus, die als ein Bindeglied zwischen konservativen Kreisen und der NSDAP fungierte. Er nahm am Geheimtreffen vom 20. Februar 1933 teil, bei dem ein Wahlkampffonds von 3 Millionen Reichsmark für die NSDAP sowie der Kampffront Schwarz-Weiß-Rot beschlossen wurde.
Bei der Reichstagswahl November 1933 wurde er in den Reichstag (Zeit des Nationalsozialismus) gewählt. Dort schloss er sich als Hospitant der NSDAP-Fraktion an und verblieb bis zur Reichstagswahl 1938.
Ab 1940 war Löwenstein mit seiner Frau Mitglied der Landesabteilung Kassel der Deutschen Adelsgenossenschaft.

## Weitere Ämter
Loewenstein war Mitglied zahlreicher Ausschüsse, Gremien und Vereine. Hierzu gehörten:
- Hauptausschuss des Reichsverbandes der Deutschen Industrie
- Großer Ausschuss der Vereinigung der Deutschen Arbeitgeberverbände
- Sachverständigenausschuss für Reichsbahnangelegenheiten im Ruhrkohlenbezirk
- Technisch-Wissenschaftliche Sachverständigenausschuss für Kohlenbergbau im Reichskohlenrat
- Ausschuss für sozialpolitische Fragen der Industrie- und Handelskammer Essen
- Internationale Vereinigung für Rechts- und Wirtschaftsphilosophie
- Institut für Konjunkturforschung
- Verein Deutscher Ingenieure
- Schiffbautechnische Gesellschaft
- Verein deutscher Eisenhüttenleute
- Verein zur Bekämpfung der Volkskrankheiten im Ruhrgebiet
- Vereinigung für Familienwohl im Regierungsbezirk Düsseldorf
- Vorstandsrat des Deutschen Museums

## Auszeichnungen
- 1909: Königlicher Kronen-Orden (Preußen) 4. Klasse
- 1909: Landwehrdienstauszeichnung 2. Klasse
- 1914: Eisernes Kreuz am weißen Bande
- 1818: Verdienstkreuz für Kriegshilfe
- 1918: Verwundetenabzeichen in schwarz
- 1923: Dr.-Ing. e. h. der Bergakademie Clausthal
- 1923: Ehrenbürger der Bergakademie Clausthal
- 1924: Ehrenritter des Johanniterordens
- 1939: Rechtsritter des Johanniterordens[5]